# Револьвер Томаса
Револьвер Томаса — запатентован англичанином Джоном Томасом в 1869 году, производился фирмой Tipping & Lawden.
Оружие оснащалось восьмигранным стволом, имело подвижный в продольном направлении барабан и ручку под стволом. Револьвер с ударно-спусковым механизмом двойного действия заряжался через зарядную дверцу позади барабана с правой стороны. Нажимая на пружинный фиксатор впереди рамки, ствол можно повернуть вокруг оси на 180°. Затем ствол с барабаном перемещался вперед до упора, неподвижный зубчатый экстрактор, удерживая гильзы за фланцы, извлекал их из камор. Потом ствол и барабан возвращались в исходную позицию, и револьвер заряжался обычным способом. Описанный процесс, таким образом несколько напоминал процедуру перезарядки магазинной винтовки, рукоятка под стволом при этом выполняла функцию рукоятки затвора таких винтовок. Ствол имеет выступ, который попадает в прорезь на рамке. Он находится слегка под углом к окружности ствола, и когда ствол поворачивался, выступ передвигал барабан вперед, сдвигая плотно сидящие гильзы.